# 알 수 없는 일들
《알 수 없는 일들》은 1985년 8월 25일에 MBC TV에서 방영되었던 베스트셀러극장이다.

## 줄거리
23세의 경수(임영규)는 기계공업사 선반기사로 일하고 있다. 그는 친구인 택시기사 상철(김홍석), 중국집 주방장 영남(연현철)과 함께 산에서는 쉽게 여자들을 만날 수 있겠다는 생각을 한 뒤부터 등산에 열중하기 시작한다. 그들은 등산복만 입으면 자신들의 신분을 감출 수 있다는 생각으로 등산을 하기로 작정한 것이다.
어느 날 산에 오른 그들은 아름다운 3명의 아가씨들을 만나게 되는데...

## 출연
- 임영규
- 김희애
- 김홍석
- 김인문
- 전운
- 나문희
- 연현철
- 김순경
- 임옥재
- 최성일
- 봉학근
- 김경미
- 윤흥미
- 김혜원
- 이희연
- 신현중
- 정현철